# Chimaera
Pour les articles homonymes, voir Chimère.
Genre
Chimaera est un genre de chimères (poissons abyssaux proches des requins).

## Description
Le genre Chimaera se distingue du second genre de chimaéridés, Hydrolagus, par la nageoire anale qui est distincte de la nageoire caudale chez Chimaera mais confluente chez Hydrolagus,.

## Liste des espèces
Selon World Register of Marine Species (28 mars 2024) :
- Chimaera argiloba Last, White & Pogonoski, 2008
- Chimaera bahamaensis Kemper, Ebert, Didier & Compagno, 2010
- Chimaera buccanigella Clerkin, Ebert & Kemper, 2017[5]
- Chimaera carophila Kemper, Ebert, Naylor & Didier, 2014
- Chimaera cubana Howell Rivero, 1936
- Chimaera didierae Clerkin, Ebert & Kemper, 2017[5]
- Chimaera fulva Didier, Last & White, 2008
- Chimaera jordani Tanaka, 1905
- Chimaera lignaria Didier, 2002
- Chimaera macrospina Didier, Last & White, 2008
- Chimaera monstrosa Linnaeus, 1758
- Chimaera notafricana Kemper, Ebert, Compagno & Didier, 2010
- Chimaera obscura Didier, Last & White, 2008
- Chimaera opalescens Luchetti, Iglésias & Sellos, 2011
- Chimaera orientalis Angulo, López, Bussing & Murase, 2014
- Chimaera owstoni Tanaka, 1905
- Chimaera panthera Didier, 1998
- Chimaera phantasma Jordan & Snyder, 1900
- Chimaera willwatchi Clerkin, Ebert & Kemper, 2017[5]

Puis en 2024, une nouvelle espèce de la mer d'Andaman est décrite:
- Chimaera supapae Ebert, Krajangdara, Fahmi & Kemper, 2024

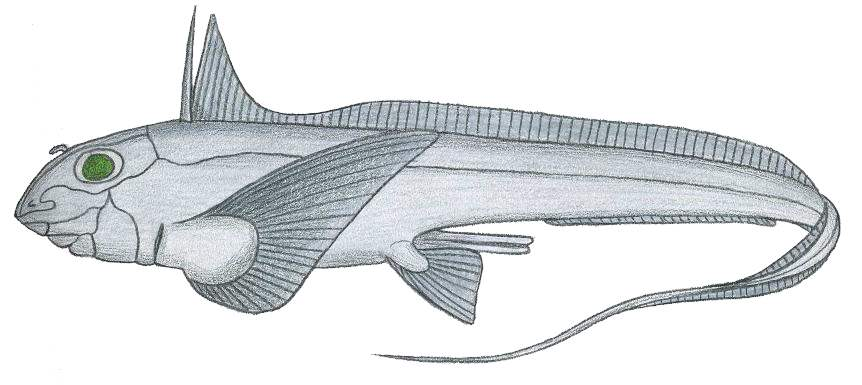
Chimaera cubana
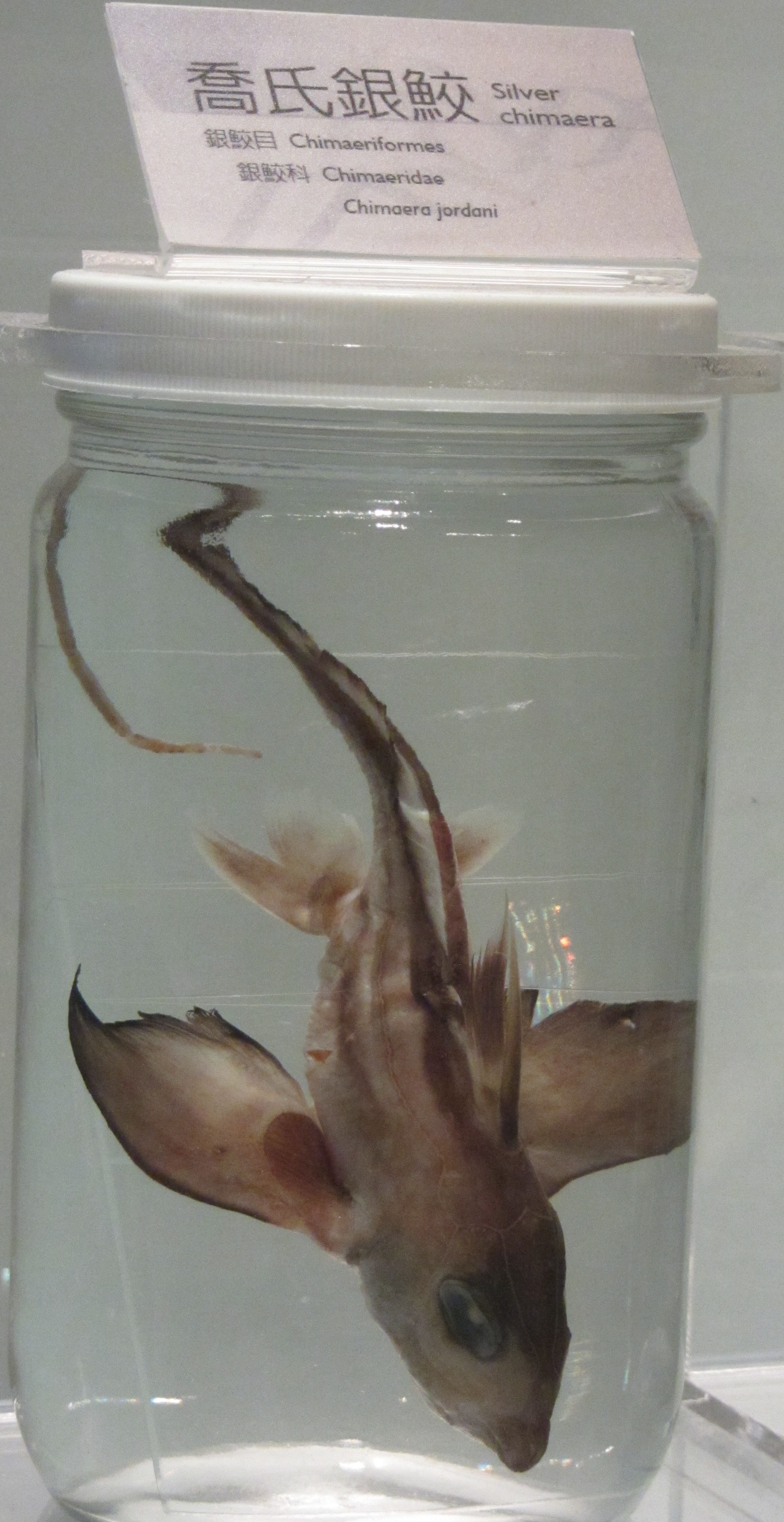
Chimaera jordani
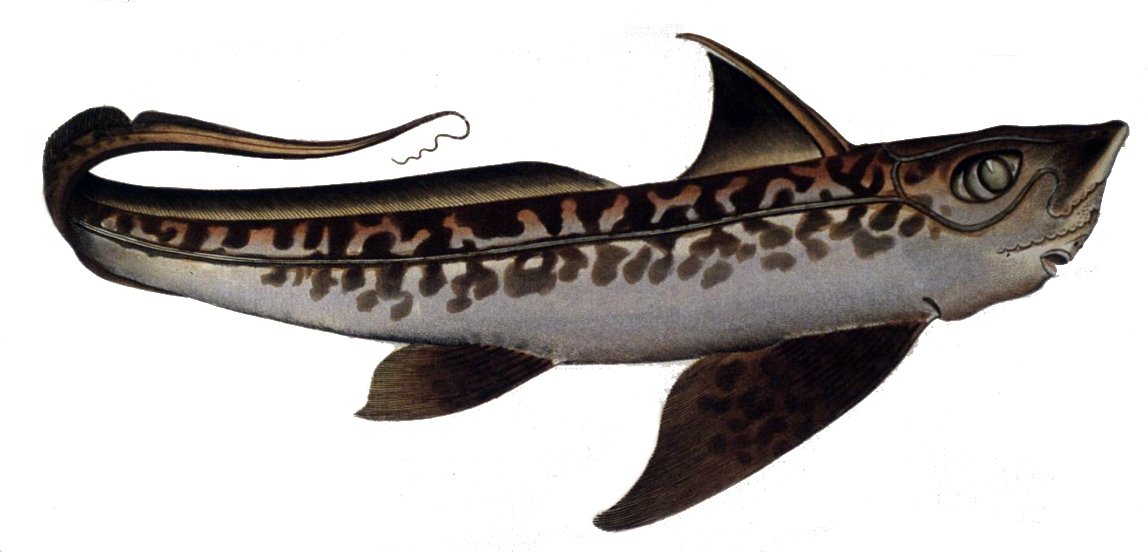
Chimaera monstrosa
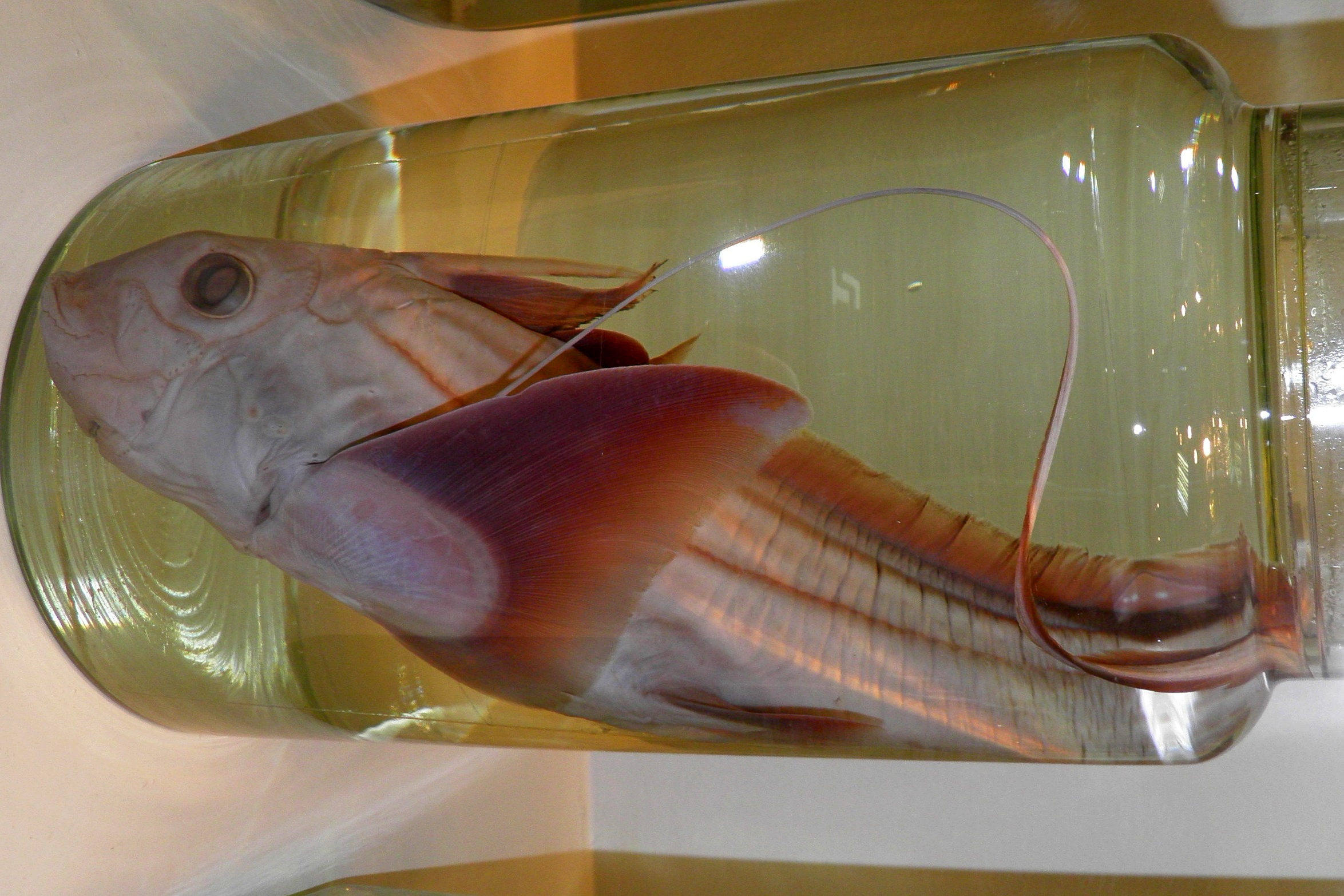
Chimaera phantasma